# X (The Beloved)
X (anche noto come The Beloved X, per distinguerlo dai numerosi omonimi) è un album del 1996 del gruppo musicale britannico pop / dance The Beloved. Si tratta del secondo long playing realizzato dalla band come duo formato da marito e moglie, Jon Marsh e Helena Marsh, del quarto album di inediti di studio e del quinto in generale (incluso l'album di remix Blissed Out del 1991) dall'epoca della formazione originaria.
Quando esce il disco, il gruppo era ormai per lo più conosciuto semplicemente come Beloved, senza l'articolo iniziale The, ripristinato invece nella copertina di quest'ultimo lavoro, che rappresenta anche l'ultimo album di inediti di studio a tutt'oggi realizzato dal duo, che, da allora, ha pubblicato soltanto una raccolta di singoli, l'anno dopo, nel 1997, appunto intitolata Single File, e poi ristampata, come The Sun Rising, nel 2005.

## Il disco
Uscito dopo Conscience, il terzo long playing di inediti, arrivato fino al Numero 2 nel Regno Unito, il quarto album di studio dei Beloved presenta una copertina piuttosto interessante, in linea con il breve titolo del lavoro (che, come accennato, molti chiamano però The Beloved X, visto il titolo, molto comune, per distinguere questo album dai molti omonimi), in cui una fotografia, realizzata al computer, ritrae la parte destra del volto di Jon, la parte sinistra del volto di Helena e un'immagine centrale che risulta dalla fusione dei due volti in uno solo, con i tratti salienti dei due coniugi.
Anche se l'album sale fino al Numero 25 in Gran Bretagna, producendo tre singoli, soltanto il primo, Satellite, riesce a entrare nella Top 20, raggiungendo il Numero 19, mentre il secondo, rappresentato dalla traccia di apertura del long playing, Deliver Me, non entra nemmeno in classifica, e il terzo, Ease the Pressure, non ce la fa a piazzarsi nella UK Top 40, fermandosi al Numero 43. Mentre quest'ultimo singolo rappresenta l'ultimo piazzamento della band nella classifica britannica con un singolo inedito, l'album X costituisce l'ultimo album di inediti di studio del gruppo a tutt'oggi, anche se è prevista l'uscita di un nuovo long playing entro la fine del 2008 e, nel 2000, sono usciti due singoli inediti, With You e Timeslip.
In questo decennio di silenzio, tra 1998 e 2008, Jon Marsh non è rimasto del tutto improduttivo in campo musicale, essendosi piuttosto concentrato sulla sua prominente carriera di DJ, analogamente a quanto ha fatto un suo illustre collega, l'ex Culture Club Boy George, che ha preferito la consolle alla carriera di cantante solista. Tra George e Jon ci sono numerosi punti di contatto al livello musicale: entrambi sono da porre tra i fautori della cosiddetta «rivoluzione dance», all'inizio degli anni novanta, e sono molti i musicisti che compaiono sui lavori di entrambi. Quanto all'ultimo lavoro dei Beloved, è sicuramente da segnalare la presenza illustre di uno dei più noti geni dell'elettronica di tutti i tempi: Robert Fripp, che svolge un ruolo notevole qui, visto che gli viene addirittura affidato il cómpito di creare i suoni dell'album (accreditatigli come soundscapes, letteralmente «paesaggi sonori»).
Il long playing del 1996 è strutturato in due parti speculari, costituite da 5 tracce ciascuna: ogni parte inizia con 3 brani più brevi, mediamente 4:00, principalmente pop / dance, mentre i 2 brani che concludono ciascuna parte sono molto più lunghi, in media 7:30 (si va dai 7:19 di Three Steps to Heaven agli 8:54 di Crystal Wave), rappresentando come delle «extended versions» direttamente inserite nel disco invece che sui mix e molto più improntate alla musica elettronica tout court.
Queste porzioni del disco più dilatate ricevono molta considerazione dal gruppo, che sceglie addirittura di pubblicarne due, le citate Crystal Wave e Three Steps to Heaven, su altrettanti promo. Three Steps to Heaven esce abbinata a un episodio più leggero, costituito da Physical Love, mentre a Crystal Wave viene dedicato un promo indipendente. Dall'album esce anche un ulteriore promo, semplicemente intitolato Sampler, costituito da un collage sonoro che riprende i punti salienti del lavoro.

## Tracce
Tutti i brani composti da Jon Marsh & Helena Marsh.
1. Deliver Me - 3:59
2. Satellite - 4:15
3. Ease the Pressure - 4:21
4. A Dream within a Dream - 7:23
5. Crystal Wave - 8:54
6. For Your Love - 4:15
7. Physical Love - 5:02
8. Missing You - 5:07
9. Three Steps to Heaven - 7:19
10. Spacemen - 7:33

## Singoli estratti dall'album
- 16 marzo 1996 - Satellite (UK #19)
- 30 giugno 1996 - Deliver Me
- 29 luglio 1996 - Ease the Pressure (UK #43)

## Promo estratti dall'album
- marzo 1995 - Crystal Wave
- 1996 - Sampler
- 1996 - Physical Love / Three Steps to Heaven  (doppio promo)

## Credits

### Band
- Jon Marsh: tastiere, voce, programmazione, musica, testi, produzione, arrangiamento
- Helena Marsh: musica, testi, produzione, arrangiamento

### Musicisti
- Danny Madden con The Voices of Love: arrangiamento e produzione cori
- Robert Fripp: soundscapes
- Wil Malone: arrangiamento, archi
- Gavyn Wright: direzione orchestra
- Mike Higham: manipolazione digitale audio

### Produzione e registrazione
- Stephen Fizmaurice: registrazione e missaggio
- Andy Griffin, Gerard Navarro: assistenza alla registrazione
- Niall Flynn, Rich Lowe, Tom Elmhirst, Sorrel Marchant, Vaughan Merrick:  assistenti supplementari
- John Davis: masterizzazione
- Mayfair Studio, Wolf Studio: studi di registrazione principali
- Sarm East, Axis NYC, Sarm West, Orinoco Studio, CTS Studios: studi di registrazione secondari

### Staff
- Michael Nash Associates: design
- Julian Broad: fotografia
- Graham Stacey: manipolazione digitale video
- EMI/Virgin Music Ltd/Warner Music Ltd: edizioni musicali
- Khadejia Bass, Dominique Brethes, Bill Coleman, Craig Derry, Will Downing, Marc Fox, Martyn Phillips, Nicky Richards, Ian Stanley, Audrey Wheeler: altri collaboratori

## Classifiche
| Paese (1993) | Posizione più alta |
| ------------ | ------------------ |
| UK           | 25                 |

## Dettagli pubblicazione
| Paese | Data | Etichetta | Formato | N° Catalogo  |
| UK    | 1996 | EastWest  | CD      | 0630-13316-2 |